# Julia Brückler
Julia Brückler (* 28. November 1989 in Wien) ist eine österreichische Skateboarderin. Sie nimmt an Wettkämpfen der Disziplin Street teil.

## Werdegang
Brückler wuchs in Gerasdorf und Wien auf. Mit 12 Jahren begann sie als Schülerin der Mittelschule Gerasdorf mit dem Skateboarden. Sie trainierte in der von dem Europameister Roman Hackl initiieren Halle Skatearea 23 in Wien, wo sie später auch als Coach arbeitete. 2019 zog sie mit ihrem Lebenspartner Cody McEntire, der ebenfalls ein professioneller Skater ist, nach Belton in Texas.

## Sportliche Erfolge
Mit 19 Jahren begann Brückler, bei Skateboard-Wettkämpfen anzutreten. 2014 nahm sie als erste österreichische Skateboarderin an den X-Games in Austin teil, wo sie bei dem Wettbewerb SKB Street Siebte wurde. In den folgenden Jahren kam sie bei den X-Games insgesamt fünf Mal unter die Top 10, ihre beste Platzierung erreichte sie 2018 in Norwegen mit Rang 5. Im September 2018 gewann sie die Europameisterschaften. Bei den World Skate World Championships 2018 in Rio de Janeiro kam sie auf Platz 24 und 2021 in Rom auf Platz 28, womit sie sich für Olympia qualifizierte. Im Jahr 2021 gab sie bei den verschobenen Olympischen Spielen Tokio 2020 ihr Debüt und belegte im Vorlauf der Disziplin „Street“ Rang 18. Damit war sie die erste skatende Sportlerin aus Österreich, die an Olympischen Spielen teilnahm.